# Campionato europeo maschile di pallavolo 1975
Il IX campionato europeo maschile di pallavolo si svolse a Belgrado, Kraljevo, Skopje e Subotica, in Jugoslavia, dal 18 al 25 ottobre 1975. Al torneo parteciparono 12 squadre nazionali europee e la vittoria finale andò per la quinta volta all'Unione Sovietica.

## Squadre partecipanti
| - Belgio - Bulgaria - Cecoslovacchia - Francia - Germania Est - Italia | - Jugoslavia - Paesi Bassi - Polonia - Romania - Ungheria - Unione Sovietica |

## Gironi
| Gruppo A                           | Gruppo B                                       | Gruppo C                                  |
| ---------------------------------- | ---------------------------------------------- | ----------------------------------------- |
| Italia Jugoslavia Polonia Ungheria | Bulgaria Francia Germania Est Unione Sovietica | Belgio Cecoslovacchia Paesi Bassi Romania |

## Classifica finale
| Classifica | Squadre          | Qualificazione                           |
| ---------- | ---------------- | ---------------------------------------- |
|            | Unione Sovietica | Olimpiadi 1976 - Campionato europeo 1977 |
|            | Polonia          | Campionato europeo 1977                  |
|            | Jugoslavia       | Campionato europeo 1977                  |
| 4          | Romania          | Campionato europeo 1977                  |
| 5          | Bulgaria         | Campionato europeo 1977                  |
| 6          | Cecoslovacchia   |                                          |
| 7          | Germania Est     |                                          |
| 8          | Francia          |                                          |
| 9          | Paesi Bassi      |                                          |
| 10         | Italia           |                                          |
| 11         | Ungheria         |                                          |
| 12         | Belgio           |                                          |